# Sulcommata
Sulcommata is een kevergeslacht uit de familie van de boktorren (Cerambycidae). De wetenschappelijke naam van het geslacht werd voor het eerst geldig gepubliceerd in 2003 door Peñaherrera & Tavakilian.

## Soorten
Sulcommata omvat de volgende soorten:
- Sulcommata durantoni Peñaherrera & Tavakilian, 2003
- Sulcommata ruficollis Tavakilian & Peñaherrera, 2003